# Martinezidium martinsi
Martinezidium martinsi là một loài bọ cánh cứng trong họ Bọ hung (Scarabaeidae).